# Masi Oka
Masayori Oka, poznatiji pod pseudonimom Masi Oka (岡 政偉 Oka Masayori, Tokio, 27. prosinca 1974.) je japansko-američki glumac. 
Poznat je po svojoj ulozi Hira Nakamure u Herojima. Nominiran je za Golden Globe i Emmy Award. Trenutno živi u Long Island, New York. 

## Životopis
Rođen je u Tokiju, Japan. Dijete je rastavljenih roditelja. Majka mu se preselila u Queens, New York kada je imao šest godina. Završio je srednju školu 1992. 1997. Diplomirao je informatiku i matematiku.
Zaposlen je u "Industrial Light & Magic", George Lucasovoj kompaniji za specijalne efekte, gdje je radio na filmovima poput Pirati s Kariba: Mrtvačeva škrinja i Ratovi zvijezda. 

## Karijera
Započeo je glumačku karijeru u 2000. Pojavljuje se i u Scrubs s ulogom Franklyna. 
2006. pojavljuje se u Herojima kao lik Hiro Nakamura. Sam je prevodio svoj tekst s japanskog na engleski za Heroje. Njegov pravi glas je sličniji glasu "Hiro-a iz budućnosti" od glasa koji koristi "Hiro u sadašnjosti".